# NGC 3956
NGC 3956 este o emission-line galaxy⁠(d) situată în constelația Cupa. A fost descoperită în 10 martie 1785 de către William Herschel. Se află la o distanță de 22,08 de megaparseci de Pământ.